# Charles de Sainte-Marthe

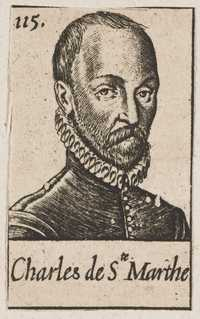

Charles Gaucher de Sainte-Marthe (Fontevraud-l'Abbaye, 1512 – Alençon, 1555) è stato un poeta, umanista e teologo francese.

## Biografia
Appartenne alla famiglia Sainte-Marthe, una famiglia di celebri umanisti ed eruditi nei secoli XVI e XVII. Secondo di dodici figli di Gaucher de Sainte-Marthe, signore di Lerné e medico personale del re Francesco I di Francia, Charles de Sainte-Marthe studiò legge e teologia all'Università di Poitiers. Nel 1533 iniziò ad insegnare al Collège de Guyenne di Bordeaux, dove rimase tuttavia poco tempo. Dopo un anno di vagabondaggi nella Guyenne, tornò a Fontevrault e ottenne poco dopo il dottorato a Poitiers. 
Nominato professore di teologia all'Università di Poitiers nel 1537, dette lezioni pubbliche di teologia; sospettato però di avere propensione per la Riforma, fu esiliato da Poitiers. Iniziò un periodo di viaggi in numerose località del Delfinato, della Provenza e della Linguadoca. Nel 1540 fu imprigionato a Grenoble a causa delle sue opinioni religiose, ma fu presto rilasciato e ottenne una cattedra di ebraico, greco, latino e francese al Collège de la Trinité (oggi Collège-lycée Ampère) di Lione.
Nei primi mesi del 1541 si recò a Ginevra per un breve soggiorno. Quando ritornò a Grenoble, fu imprigionato per due anni e mezzo come "sospetto luterano e istigatore di sedizioni". Fu spogliato di tutti i suoi beni, ma sfuggì al rogo sia perché finse di essere pazzo sia per la protezione di due consiglieri del "Parlamento di Grenoble". 
Nel 1544 entrò al servizio della Françoise de Beaumont, nominata duchessa di Alençon dalla regina Margherita di Navarra. Charles de Sainte-Marthe ottenne dalla duchessa la carica di lieutenant criminel, ossia capo della polizia di Alençon. Rimase in quest'ultima città fino alla morte, avvenuta all'età di 43 anni. Non ebbe figli.
Come poeta, oltre alle numerose opere latine, Charles de Sainte-Marthe ha lasciato un'opera in versi di una certa importanza (La poésie françoise, Poesia francese): una raccolta di epigrammi, rondeaux, ballate, epistole ed elegie. Dapprima seguace di Marot, si accostò poi alla scuola di Ronsard. Scrisse un'orazione funebre in onore di Margherita di Navarra (1550).

## Opere
- Au lecteur françoys, dixains..., Lyon: probabilmente Dolet, 1539.
- La poésie françoise,  Lyon: imprimerie de Le Prince, 1540.
- In obitum incomparabilis Margaritae, illustrissimae Nauarrorum reginae, oratio funebris, per Carolum Sanctomarthanum, ... Accessere eruditorum aliquot virorum, eiusdem reginae epitaphia, Parisiis: ex officina Reginaldi Calderij, & Claudij eius filij, 1550
- Lettres de monsieur de Sainte-Marthe, sur divers sujets de pieté, de morale & de conduite, pour la vie chrétienne. Divisées en deux tomes, Rouen: chez Eustache Hérault, Pierre Le Boucher cour du Palais et François Vaultier, rue aux Juifs, 1709